# Medaile Za službu vlasti
Československá medaile Za službu vlasti byla zavedena vládním nařízením ze dne 8. února 1955, zveřejněným ve Sbírce zákonů č. 6/1955. V § 6 tohoto vládního nařízení se uvádí:
| „ | Medaile Za službu vlasti se propůjčuje za úspěšnou činnost k zvýšení bojové připravenosti ozbrojených sil, bezpečnosti republiky nebo branné přípravy pracujících, zejména za vynálezy a technická zlepšení důležitého vojenského významu, jakož i za odvážné a iniciativní bojové činy, které přispěly k úspěšnému splnění úkolů za ztížených podmínek. | “ |

V tomto vládním nařízení jsou uvedeny i Stanovy medaile Za službu vlasti, v jejichž čl. 1 se uvádí:
| „ | Medaile Za službu vlasti se propůjčuje mužstvu, poddůstojníkům, důstojníkům a generálům československé lidové armády a ozbrojených součástí ministerstva vnitra … Čl. 3: Medaili Za službu vlasti propůjčuje na návrh vlády president republiky. | “ |